# Parque Santander (Bogotá)
El Parque Santander es un parque urbano ubicado en el centro de Bogotá, en el cruce de la carrera Séptima con la calle Dieciséis. Es uno de los lugares más tradicionales de la ciudad, siendo incluso citado por algunas fuentes como su lugar de fundación. Se destaca por su estatua de Francisco de Paula Santander, su fuente y sus árboles. Su costado suroriental da al Eje Ambiental. En su marco se encuentran asimiso el Museo del Oro y el edificio Avianca. 

## Historia
Anteriormente se le conoció como Plaza de las Hierbas. por haberse encontrado allí el mercado regional, cuyos inicios se remontan a tiempos anteriores a la conquista del continente. 

### Periodo Hispánico
El lugar fue uno de los sitios en los que originalmente se fundó la ciudad, en lo que sería el tradicional sector de Las Nieves, siendo su importancia notable durante los primeros años de la conquista española, albergando las residencias de Gonzalo Jiménez de Quesada y del capitán Juan Muñoz de collantes. Del mismo modo, en sus contornos se organizaron en la ciudad las principales órdenes religiosas que se radicaron en la ciudad, las de San Francisco y Santo Domingo. 
De hecho, compitió en importancia con el centro administrativo que se encontraba en la plaza Mayor, hoy plaza de Bolívar. La dualidad entre los dos centros de la ciudad cesó sin embargo en los años 1550, cuando el obispo Juan de los Barrios trasladó a aquella el mercado y ordenó la construcción de la primera catedral de la ciudad. De cualquier modo, la plaza de las Hierbas siguió siendo uno de los puntos clave de la ciudad, marcando una estructura lineal que tendía hacia el norte.
Por su parte, en el costado noroccidental de la plaza de las Hierbas se levantó la Capilla del Humilladero, inaugurada el 6 de agosto de 1544 y que sería la más antigua de la ciudad hasta su demolición por orden del Gobierno del Estado, a finales del siglo XIX.
En 1557, el lugar pasó a llamarse Plaza de San Francisco, en honor al santo de Asís. Dedicada al mismo, entre 1585 y 1595 se erigió a su vez la iglesia de San Francisco.
En 1631 comenzó la reconstrucción de la iglesia de la Veracruz, que hasta entonces había sido una pequeña capilla en ángulo noroccidental de la plaza. Fue reconstruida en dos ocasiones, ya que fue destruida por los terremotos de 1763 y 1785. En 1642 se abrió el primer mesón o posada de la ciudad en el costado sur del parque. Por su parte, entre 1761 y 1780 se construyó en el costado noroccidental de la plaza la iglesia de la Orden Tercera, cuya torre sin embargo sólo vería la luz setenta años más tarde.

### Siglo XX

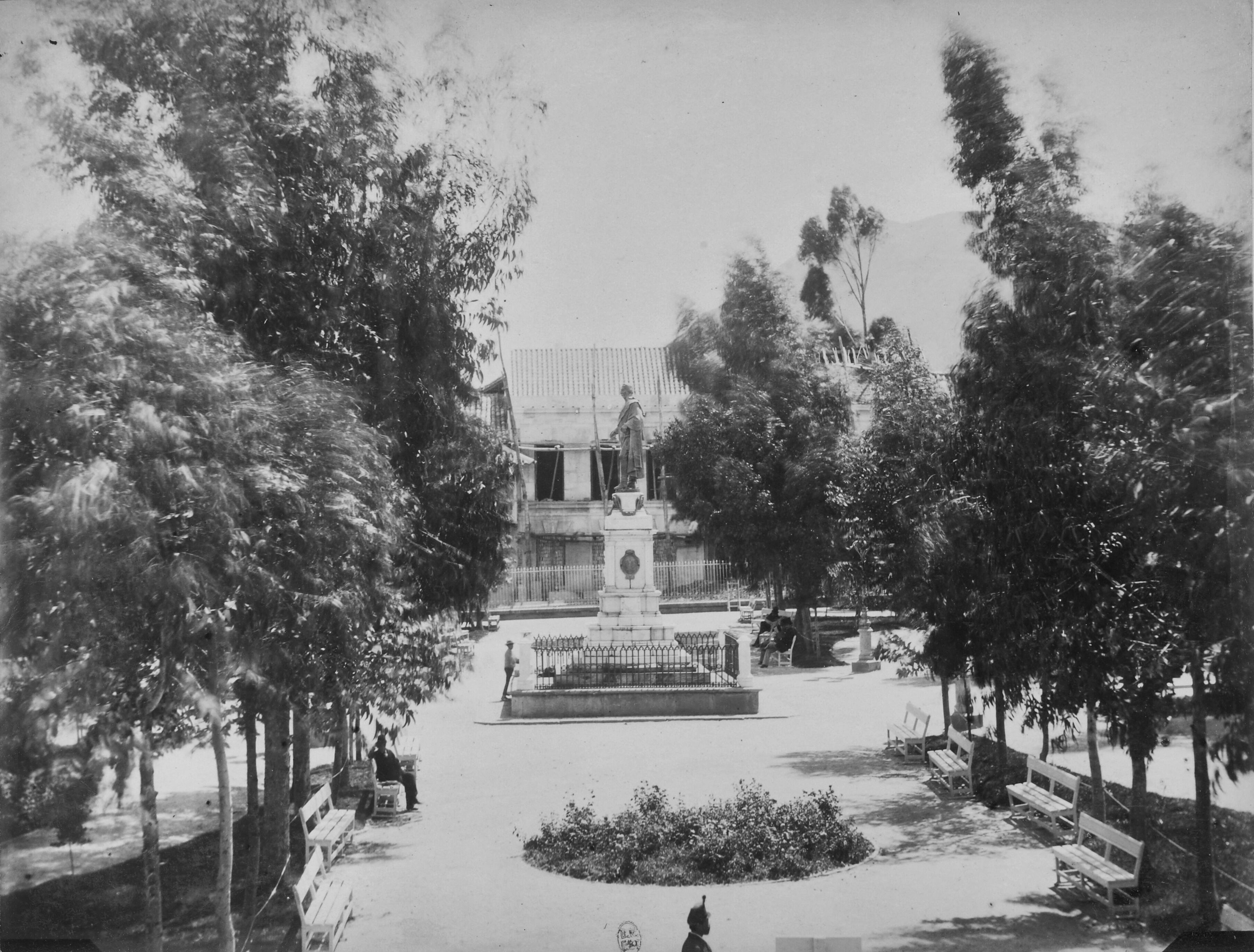
El parque Santander a finales del.

En 1939 se inauguró en el costado suroriental del parque el edificio del Jockey Club en el sitio donde se encontraba la que había sido la residencia de Antonio Nariño.
En 1959, por el costado sur se inauguró el edificio actual del Banco de la República en el sitio donde se encontraba el Hotel Granada. Entre 1963 y 1967 se erigió el edificio del Banco Central Hipotecario en el costado oriental del parque, cuya fachada se destaca por empleo dado a los brise-soleil. Entre 1966 y 1969 se edificó a su vez en el predio del Hotel Regina el actual rascacielos de Avianca, que con sus treinta y siete pisos fue en su momento una de las torres más altas de Suramérica. En 1968 se inauguró en su costado oriental el Museo del Oro.

## Ubicación y alrededores

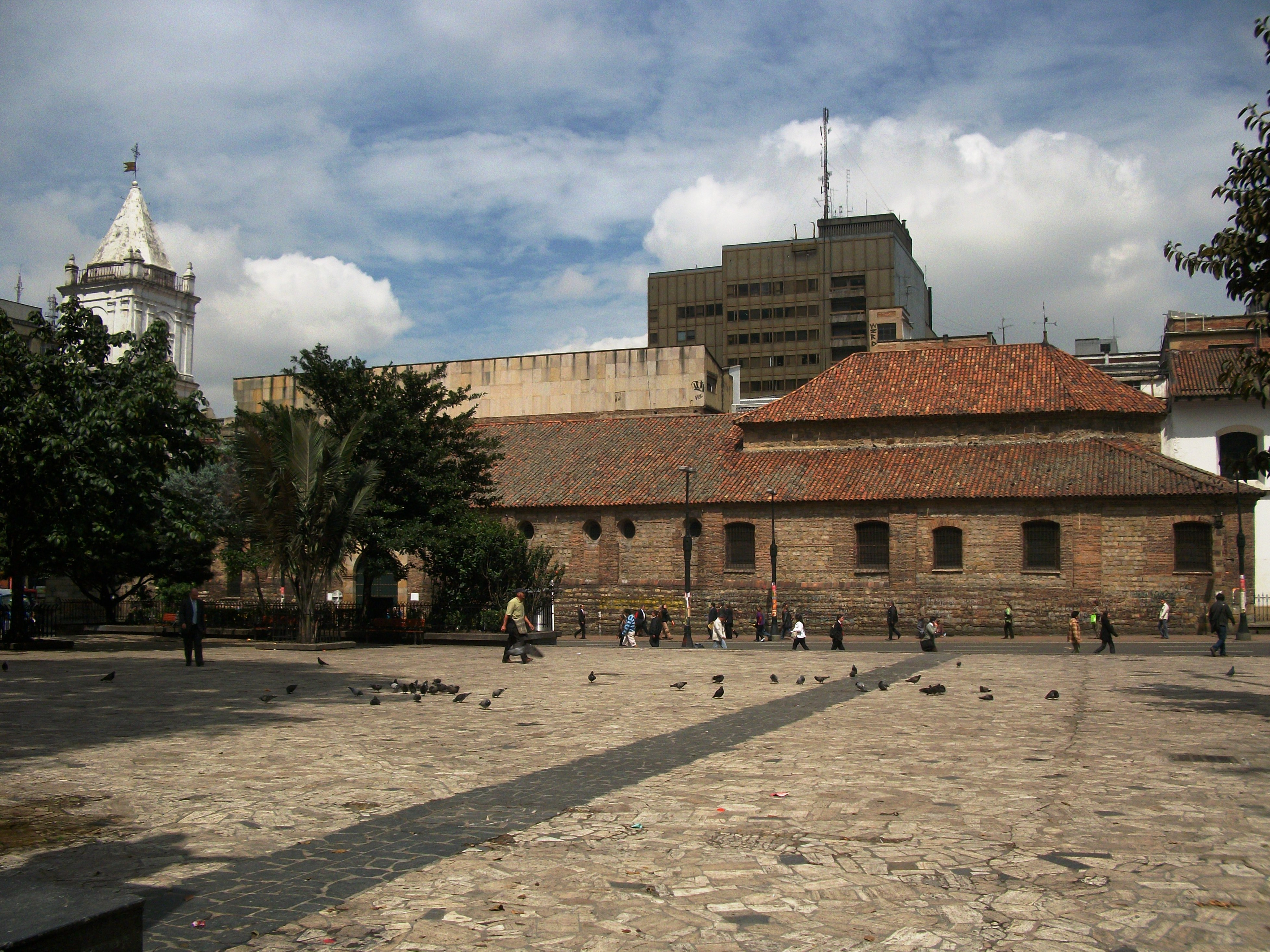
La iglesia de San Francisco desde el costado oriental del parque.

En sus cercanías se encuentran las iglesias de San Francisco, la de La Veracruz y la de La Tercera. En sus inmediaciones se encuentra la estación Museo del Oro del sistema de transporte masivo TransMilenio, así como el museo homónimo. Asimismo da a la carrera Séptima y a la avenida Jiménez, dos de los principales ejes viales de la ciudad.
Se destaca por su fuente de tres chorros y por las proporciones y variedad de sus árboles nativos. Es además un sitio donde se desarrollan ferias artesanales y se convierte los domingos en parada de la ciclovía. Conforma el conjunto de parques del centro de la ciudad junto a los Periodistas, el El Renacimiento, el Tercer Milenio y la plaza de San Victorino.